# Claudia Alexander
Pour les articles homonymes, voir Alexander.
Claudia J. Alexander (née le 30 mai 1959 au Canada et morte le 11 juillet 2015 à Los Angeles) est une chercheure afroaméricaine spécialisée en géophysique et en planétologie. Elle a travaillé pour le United States Geological Survey (USGS) et la National Aeronautics and Space Administration (NASA). En tant que membre de l'équipe technique du Jet Propulsion Laboratory (JPL), elle a été chef de projet de la mission Galileo vers Jupiter puis chef de projet et scientifique dans la participation de la NASA à la mission européenne Rosetta, pour l'étude de la comète 67P/Tchourioumov-Guérassimenko.

## Biographie
Claudia veut tout d'abord être journaliste, mais ses parents paient ses études pour qu'elle soit ingénieure. Après un travail d'été au Ames Research Center, elle s'intéresse à la planétologie. Bien qu'engagée pour travailler comme ingénieure, elle s'investit dans la section des sciences où elle découvre que non seulement elle est douée dans cette activité, mais que c'est plus facile et plus agréable pour elle qu'elle ne l'avait prévu. En 1983, elle reçoit un Baccalauréat universitaire ès sciences de l'université de Californie à Berkeley en géophysique, qui selon elle sera une bonne base pour une planétologue. Claudia Alexander obtient sa maîtrise de l'université de Californie à Los Angeles en Geophysics and Space Physics (GSP, géophysique et physiques spatiales) en 1985. Elle obtient son Philosophiæ doctor en physique des plasmas spatiaux de l'université du Michigan en 1993, où elle est nommée « Femme de l'année ».
Elle travaille à l'United States Geological Survey (USGS) pour étudier la tectonique des plaques et au Ames Research Center pour observer les lunes joviennes, avant d'aller au Jet Propulsion Laboratory de la NASA en 1986. Elle travaille comme coordonnateur scientifique du détecteur d'onde de plasma à bord de la sonde Galileo avant de devenir chef de projet de la mission Galileo.
Claudia travaille en tant que chercheuse sur divers sujets, notamment l'évolution et la physique interne des comètes, de Jupiter et ses lunes, les magnétosphères, la tectonique des plaques, les plasmas astrophysiques, les discontinuités et l'expansion du vent solaire et la planète Vénus. Elle a écrit ou coécrit 21 articles.
En 2003, elle reçoit le Emerald Honor for Women of Color in Research & Engineering par Career Communications Group, Inc. publié par Black Engineer & Information Technology Magazine, au National Women of Color Research Sciences and Technology Conference.
Alexander est membre de l'Union américaine de géophysique (AGU) et de l'Association for Women Geoscientists.